# Eustema
Eustema S.p.A. è una società italiana del gruppo Lutech attiva nel settore dell’Information and Communication Technology (ICT) che offre servizi di consulenza e ingegneria del software. Il nome deriva da "eu-" (εὖ) - buono, bene, positivo - e "stema" (che richiama il termine greco stēma o systema, σύστημα), che significa struttura, organizzazione, sistema. La buona progettazione ne è il valore fondativo, migliorato continuamente attraverso l’innovazione, la ricerca e la crescita delle persone.

## Storia
L'azienda è stata costituita nel maggio del 1989 da Olivetti Information Services con Finlavoro, società finanziaria del sindacato Cisl, come socio di minoranza. I co-fondatori, entrambi provenienti dal mondo Olivetti, sono Enrico Luciani e Stefano Buscemi.
Nata per produrre sistemi informatici e software per l’informatizzazione e l'automazione degli enti pubblici e di grandi aziende private, Eustema inizialmente si è focalizzata sull'Office & Process Automation e successivamente sull'Enterprise Information Management e Knowledge Management. Nel 1999, in seguito alla scalata di Olivetti su Telecom Italia, Eustema è entrata a fare parte del gruppo Telecom Italia per il quale ha sviluppato i progetti su dati e business intelligence. Entrata nel settore TLC, ha iniziato i progetti nell’ambito dell workforce management, document management, enterprise data warehouse e piattaforme Web.
Nel 2007, attraverso un management buyout, la proprietà della quota di controllo di Eustema è passata ai dirigenti della società (la quota detenuta da Finlavoro sarà rilevata nel 2013).
Nel 2010 Eustema fonda EUlab srl, specializzata nella formazione a distanza, e il Research Lab di Napoli avvia le sue attività su Cloud e IA.
Nel 2017 l'azienda acquisisce una partecipazione di Tabulex, spin off dell’Università Bicocca di Milano focalizzato sull’IA.
L'esperienza e le soluzioni per la digitalizzazione e l’automazione dell’area legale di alcune delle più importanti realtà d’impresa italiane rappresentano il boost per dar vita, nel 2021, allo spin-off  EUforLEGAL srl, legal tech advisor che fornisce consulenza e soluzioni per la digitalizzazione delle aree legali di grandi organizzazioni pubbliche e private e di prestigiose law firm, anche attraverso Teleforum FOR ®.
A novembre 2022 Eustema acquisisce il 100% di SoftJam, storico partner Microsoft con  una consolidata esperienza in ambito cloud computing
L’azienda realizza progetti di digital transformation con le seguenti traiettorie tecnologiche: Cloud & Edge Computing, Big Data&Analytics, Knowledge Engineering, Artificial Intelligence & Natural Language Processing, Blockchain & Distribuite Ledger, Quantum Computing.
L’azienda ha oltre 700 professionisti, è presente sul territorio nazionale con sedi a Roma, Napoli, Milano, Cagliari e Genova e collabora con diversi Atenei e Centri di Ricerca.
A novembre 2023, il gruppo Lutech annuncia l'accordo per l'acquisizione di Eustema e di SoftJam, perfezionata in data 15 gennaio 2024. Enrico Luciani mantiene l'incarico di Amministratore Delegato.